# Dungeon Magic
Dungeon Magic, in Giappone conosciuto come Light Bringer (ライトブリンガー?, Raito Buringā), è un videogioco arcade a scorrimento isometrico di genere hack and slash con elementi RPG, sviluppato e pubblicato dalla Taito nel 1994.
Sebbene non abbia nessuna conversione, venne emulato dodici anni dopo (nel 2006) all'interno di Taito Legends 2, raccolta per le console PlayStation 2, Xbox e PC.

## Trama
Un mago malvagio ha riportato in vita uno spirito maligno e sta tramando per prendere il controllo del regno, e ha rapito la principessa per usarla come sacrificio. Quattro guerrieri si avventurano nel mondo della magia per salvarla: Ash il cavaliere, Gren il guerriero errante, Cisty l'elfo, la cui intera famiglia è stata distrutta dallo spirito maligno in passato, e il vecchio mago Vold con il bastone magico.

## Modalità di gioco
All'inizio della partita bisogna scegliere un personaggio tra i quattro sopracitati. Si può giocare fino a quattro giocatori contemporaneamente.
Dungeon Magic è composto da quattro livelli, ciascuno con numerosi percorsi ramificati che presentano diverse stanze e aree segrete. Il giocatore avanza sconfiggendo i nemici che si trovano all'interno, i quali sono abbastanza standard per un titolo fantasy, tra cui orchi, melme, uomini lucertola, lupi mannari, piante carnivore, arpie, ecc. I boss (noti come guardie della stanza) includono demoni, serpenti giganti, una donna ragno e altro ancora.
Alcuni dei suddetti percorsi hanno un'uscita sbloccata dall'inizio, ma nella maggior parte dei casi l'uscita non si aprirà e il giocatore non potrà procedere a meno che non vengano sconfitti più nemici o non venga attivato un espediente come un interruttore sul pavimento. Ogni stanza deve essere ripulita entro un limite di tempo, e se il giocatore si attarda troppo a lungo, alla fine appariranno dei fantasmi che lo aggrediscono facendogli perdere una vita.
In un'area sono presenti vari meccanismi, oggetti come barili, casse e scrigni che, rompendoli, scoprono oggetti utili quali i tesori. Tuttavia, il giocatore deve essere cauto nel rompere o azionare per evitare le trappole, di cui ce ne sono di vari tipi. Raccogliere tesori fanno salire di livello il proprio personaggio tramite punti esperienza e, allo stesso tempo, recuperano parte della loro resistenza e ne migliorano la resistenza massima (il livello massimo può essere aumentato a 9). Cibo e bevande fanno ripristinare la salute mentre acchiappare topi aumenta la possibilità di scatenare un colpo critico. Le sfere magiche inoltre aumentano la capacità sempre del personaggio di usare il suo attacco di disperazione.
Nel gioco vi sono tre diverse armi elementali (fuoco, ghiaccio e fulmine) che infliggono danni maggiori contro determinati tipi di nemici (ad esempio, le armi da fuoco infliggono danni extra contro i nemici di tipo orco). L'arma iniziale e l'arma segreta "di potenza" non infliggono danni elementali ma possono invece infliggere colpi critici casuali; l'"arma di potenza" aumenta i danni e ha una percentuale di colpi critici più alta. Il personaggio può anche raccogliere e usare armi da proiettile monouso come lance e asce; la balestra è unica in quanto può essere sparata cinque volte. Cinque diversi scudi proteggono il giocatore dagli attacchi nemici prima di rompersi.
Spostando il joystick due volte nella stessa direzione, il personaggio comincia a scattare e premendo il pulsante di attacco in quello stato gli consente un attacco scattante. Tenendo premuto il pulsante di attacco, potrà caricare e rilasciandolo quando è completamente carico, eseguirà un attacco caricato. A seconda del livello, può anche aumentare il potere di attacco e ridurre il tempo necessario per caricare un attacco, quindi il trucco per progredire in modo vantaggioso è salire di livello il più possibile. Premendo attacco e salto contemporaneamente si consuma una sfera magica consentendo al giocatore di usare una mossa speciale (super in termini di prestazioni).

## Accoglienza
In Giappone, la rivista Game Machine ha indicato Dungeon Magic nel numero del 15 aprile 1994 come la settima unità arcade di maggior successo del mese.